# Muriel Douru
Muriel Douru née le 18 septembre 1976 est une illustratrice, écrivaine et activiste française.
Elle défend les droits des personnes LGBTI+ et la cause écologique. Elle est connue pour ses écrits sur l'homoparentalité.

## Biographie
Diplômée de l'école supérieure des arts appliqués Duperré à Paris, Muriel Douru dessine pour l'illustration textile. Elle publie un blog dessiné dont les dessins sont repris par le Huffington Post. 
En 2003, elle publie Dis… Mamans, le premier livre pour enfants dont l'histoire se déroule dans une famille homoparentale.
Inspirée de ses expériences personnelles dans son parcours long et difficile pour fonder une famille avec sa compagne, elle publie plusieurs ouvrages sur l'homoparentalité. En 2004, elle sort Un Mariage vraiment Gai, destiné aux enfants de 8-9 ans, puis en 2011, Cristelle et Crioline pour les enfants à partir de 3 ans. 
En 2007, Muriel Douru donne naissance à sa fille, Leïla, à la suite d'une insémination artificielle aux Pays-Bas. 
Son essai autobiographique, Deux mamans et un bébé, sur le parcours que doivent entreprendre les personnes homosexuelles de France pour fonder une famille est publié en 2011.
Sa première BD pour adulte sort en 2016. Beyond the Lipstick : chroniques d'un coming out est un roman graphique autobiographique qui retrace son parcours de jeune lesbienne, du coming out aux premiers amours et de réflexions sur l'homosexualité, le féminisme et l'homoparentalité.
Un an plus tard, en 2017, elle publie Chroniques d'une citoyenne engagée qui se présente sous la forme d'un recueil d'histoires sur des sujets divers, comme l'environnement, la cause animale et la défense des minorités sexuelles. C'est d'un point de vue très personnel qu'elle dénonce les paradoxes d'une société individualiste et violente, récompensé par un Out d'or en 2018.

## Ouvrages
- Dis… Mamans, éd. gaies et lesbiennes, 2003.
- Un mariage vraiment gai, éd. gaies et lesbiennes, 2004.
- Cristelle et Crioline, KTM éd., 2011.
- Deux mamans & un bébé, KTM éd., 2011.
- L'arc-en-ciel des familles, éd. Des ailes sur un tracteur, 2014.
- Beyond the lipstick : chroniques d'un coming out, éd. Marabout, 2016.
- Chroniques d'une citoyenne engagée, éd. Hugo image, 2017.

### Documentation
- Frédérique Pelletier, « Putain de vies ! : elles et lui », dBD, no 137,‎ octobre 2019, p. 79.